# Contesa Walewska (film din 1937)
Contesa Walewska (titlul original: în engleză Conquest) este un film dramatic american, realizat în 1937 în regia lui Clarence Brown, despre povestea de dragoste dintre contesa poloneză Maria Walewska și Napoleon Bonaparte, având în rolurile principale pe Greta Garbo și Charles Boyer.
La ceremonia de acordare a premiilor Oscar din 1938 a avut două nominalizări, dar nu a primit nici un premiu.

## Distribuție
- Greta Garbo – Maria Walewska
- Charles Boyer – Napoleon Bonaparte
- May Whitty – Letizia Bonaparte
- Maria Ouspenskaya – contesa Pelagia Walewska
- Reginald Owen – Talleyrand
- Alan Marshal – Philippe-Antoine d’Ornano
- Henry Stephenson – contele Walewski
- Leif Erickson – Paul Lachinski
- C. Henry Gordon – prințul Poniatowski
- Claude Gillingwater – Stephan
- George Houston – mareșalul Géraud Christophe Michel Duroc

## Aprecieri
„ Garbo–Walewska etalează toalete somptuoase, dar melancolica ei prestație e modestă. Boyer o predomină prin polivalența personajului, durduliu, cu început de chelie, dar ironic și tensionat.”—T. Caranfil , Dicționar universal de filme 

## Premii și nominalizări
Filmul a fost în 1938 nominalizat pentru două premii Oscar, dar în final nu a primit nici un trofeu:
- cel mai bun actor – Charles Boyer
- cele mai bune decoruri – Cedric Gibbons, William A. Horning